# Warodia falcata
Warodia falcata är en insektsart som beskrevs av Zhang och Huang 2007. Warodia falcata ingår i släktet Warodia och familjen dvärgstritar. Inga underarter finns listade i Catalogue of Life.